# Digossigenina

Struttura della digossigenina

La digossigenina (DIG) è uno steroide presente in natura nelle foglie ed inflorescenze della Digitalis purpurea o Digitalis lanata.

## Utilizzo
La taglia relativamente piccola di questa molecola e la facilità con la quale essa può essere legata a molecole biologiche fanno della digossigenina uno strumento utile in biologia molecolare e in biochimica. 
Viene utilizzata nelle tecniche di ibridizzazione molecolare, si lega al 5' dell'uridintrifosfato e viene ben tollerato dalla DNA polimerasi. 
Viene poi riconosciuta da anticorpi anti-digossigenina coniugati a BAP o HP e rivelata enzimaticamente o per chemioluminescenza.